# 空は高く風は歌う
「空は高く風は歌う」（そらはたかくかぜはうたう）は、春奈るなの楽曲。1枚目のシングルとして2012年5月2日にSME Recordsから発売された。

## 概要
収録曲のうち、タイトル曲「空は高く風は歌う」はテレビアニメ『Fate/Zero 2ndシーズン』のエンディング・テーマに起用された。
本作は、初回生産限定盤A、初回生産限定盤B、通常盤、期間生産限定盤の4形態でリリースが行われた。このうち、初回生産限定盤Aには「空は高く風は歌う」のミュージック・ビデオを収録したDVD、初回生産限定盤BにはBlu-ray Discが同梱されている。また、期間生産限定盤ではディスクジャケットに『Fate/Zero』の登場キャラクター・セイバーが描かれており、加えて「Fate/Zero mix」バージョンのミュージック・ビデオを収録したDVDが同梱されている。

## チャート成績
オリコンチャートのCDシングルランキングでは、デイリーランキングで初登場9位を記録し、2012年5月14日付の週間ランキングで初登場13位を記録した。

## 収録曲

### 初回生産限定盤・通常盤
1. 空は高く風は歌う [4:30]
  - 作詞・作曲：梶浦由記、編曲：森空青
  - テレビアニメ『Fate/Zero 2ndシーズン』エンディング・テーマ
  - アニメ『Fate/Zero 2ndシーズン』の世界観を表現した切ない楽曲[4]。歌詞は登場キャラクターの1人、アイリスフィール・フォン・アインツベルンの視点から始まり、最後は全7陣営に繋がるような構成となっている[5]。
  - 春奈によると、楽曲の世界観を壊さないようにするため、「白い木が生える森の中、夜空に月が浮かぶ湖のほとり」という光景をイメージしてレコーディングに臨んだという[5]。
2. LOVE TEARS [4:09]
  - 作詞：K.M.J.・miwa*・SPIN、作曲・編曲：K.M.J.
  - 失恋の悲しみを綴った切ない曲[6]。
3. I WANNA 電磁的 DO [4:00]
  - 作詞：K.M.J.・SPIN、作曲・編曲：K.M.J.
  - 「3次元の世界から2次元の世界に行こう」というメッセージが綴られたポップナンバー[6]。春奈によると、レコーディングに際して「ロボットっぽく歌う」よう指導されたが、春名自身は歌詞に共感するあまり感情を抑えるのが大変だったという[7]。
4. 空は高く風は歌う 〜instrumental〜 [4:27]

### 期間生産限定盤
1. 空は高く風は歌う
2. LOVE TEARS
3. I WANNA 電磁的 DO
4. 空は高く風は歌う（TVサイズver.） [1:30]